# Jindřich Vaníček

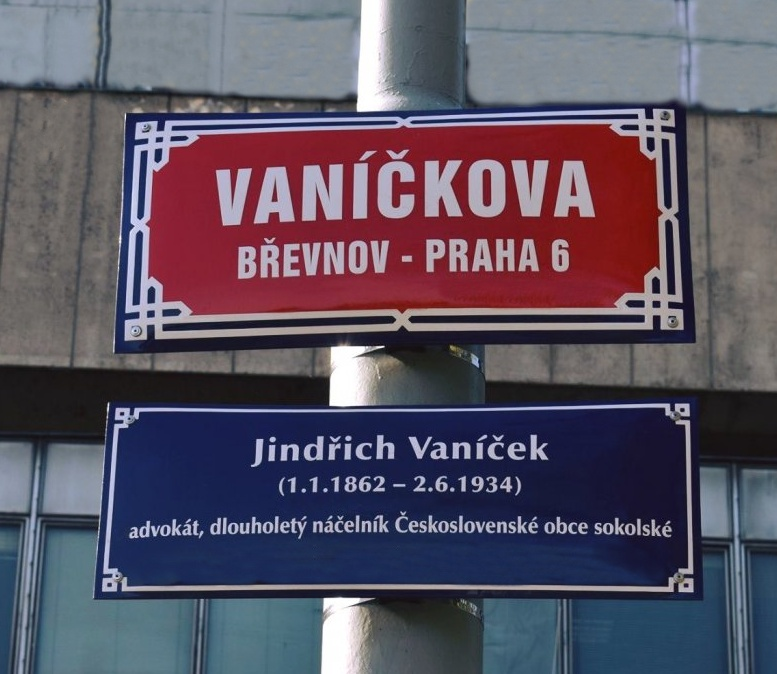
Vaníčkova ulice v Praze na Strahově

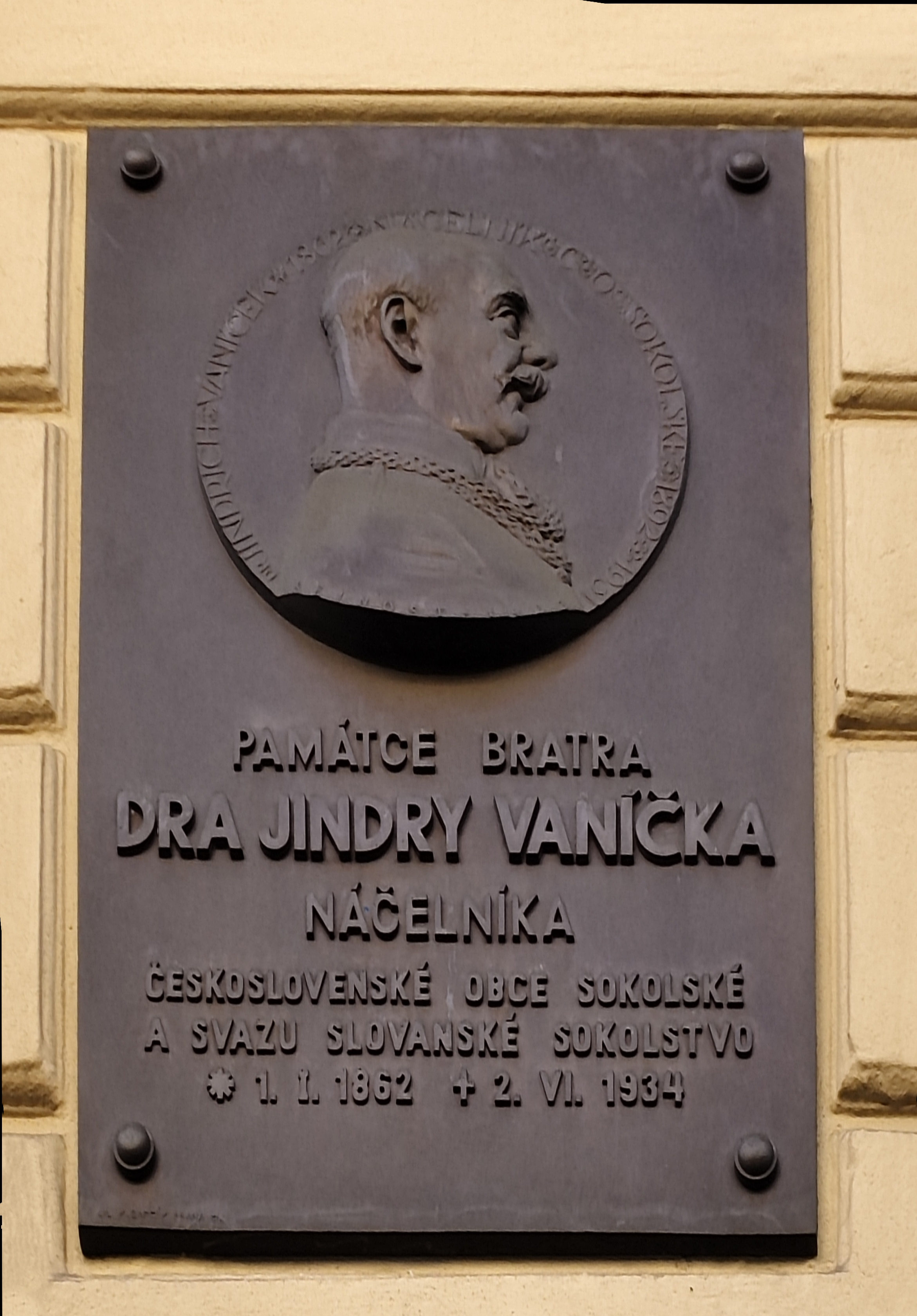
Pamětní deska na Smíchově

Jindřich Vaníček (1. ledna 1862 Praha — 2. června 1934 tamtéž) byl český právník a sokolský funkcionář, v letech 1892–1930 náčelník České obce sokolské. Připravil a vedl šest sokolských sletů. Věnoval se šermu, boxu, veslování a dalším sportům. Po vzniku ČSR pracoval jako přednosta výchovného odboru Ministerstva národní obrany a s Josefem Scheinerem v červnu 1919 organizoval ozbrojenou podporu Slovenska proti Maďarům. Měl velkou autoritu, byl oceňovaný pro obětavou, nadšenou a poctivou práci ve prospěch Sokola i celého národa.

## Život
Narodil se 1. ledna 1862 v Praze na Hradčanech v domě čp. 67 (Martinický palác) v chudé rodině jako nejmladší z pěti dětí, jeho otec byl sluha. Vystudoval malostranské gymnázium a právnickou fakultu a v roce 1898 získal titul JUDr. Roku 1910 si otevřel vlastní advokátní kancelář ve smíchovské sokolovně.
V šestnácti letech vstoupil do smíchovského Sokola, o dva roky později byl přijat mezi cvičitele. Pořádal výlety na Moravu a do slovanských zemí, v roce 1889 pořádal zájezd do Paříže, kde české družstvo získalo třetí cenu. Roku 1890 byl zvolen náčelníkem Středočeské župy, o rok později náčelníkem Sokola Pražského a nakonec 25. března 1892 náčelníkem České obce sokolské. V této funkci, kterou vykonával téměř čtyři desetiletí až do 22. listopadu 1930, byl odpovědný za tělovýchovnou péči o žáky, dorost a členstvo. Připravoval a vedl šest sokolských sletů — III. (1895), IV. (1901), V. (1907), VI. (1912), VII. (1920) a VIII. (1926). Úzce spolupracoval se starostou Sokola Josefem Scheinerem; Scheiner zastupoval organizaci navenek, Vaníček byl odpovědný za vnitřní provoz a jednání se členskou základnou.
Byl všestranně sportovně aktivní: pěstoval veslování, hrál tenis, plaval, jezdil na kole a koni, věnoval se šermu a rohování (boxu). Studoval rovněž na škole vojenských učitelů tělocviku v Joinville ve Francii.
Po vzniku ČSR se zapojil do budování československé branné moci jako přednosta výchovného odboru Ministerstva národní obrany. Podílel se na vzniku názvosloví a organizaci tělocvičných, jazykových a praktických škol pro vojáky. Roku 1928 byl jeho odbor zrušen a Vaníček odešel do výslužby. V červnu 1919 vydal společně s Josefem Scheinerem výzvu všem členům Sokola, aby podpořili boj Československé armády proti Maďarům na Slovensku. Organizoval odvod branců a 5. června promluvil na Masarykově nádraží ke sboru 379 mužů, kteří odtud odjeli přes Brno do Bratislavy.
V posledních letech trpěl chronickou nemocí. Roku 1930 se ze zdravotních důvodů vzdal všech funkcí, IX. sletu v roce 1932 se účastnil už jen jako divák. Zemřel 2. června 1934 ve svém smíchovském bytě na infarkt myokardu. Jeho pohřeb byl veden dlouhým průvodem přes celou Prahu z Tyršova domu do strašnického krematoria. S projevem vystoupil starosta České obce sokolské Stanislav Bukovský, dále se účastnili např. předseda vlády Jan Malypetr, ministr obrany Bohumír Bradáč, předseda senátu František Soukup a zástupci polských, jugoslávských a ruských sokolů.
Vaníček měl v sokolském hnutí velkou autoritu. Jako náčelník dokázal udržet kázeň a získat si přízeň členů na všech úrovních. Byl oceňovaný pro obětavou, nadšenou a poctivou práci ve prospěch organizace i českého národa.

## Dílo
Vedle organizátorské práce byl rovněž autorem následujících publikací:
- Nancy a Lvov : zpráva o výpravách sokolských do Francie a Polsky v červnu roku 1892 (1892, spoluautor: Karel Regal)
- O rohování (box) a šerm holí dlouhou (baton) (1898, 1910, 1925)
- Výklad cvičení pořadových dle povelů přijatých cvičitelským sborem Č.O.S. (1899, 1912)
- Výklad cvičení pořadových (1917, 1919, 1922)
- O šermu šavlí (1919, 1920)
- O šermu holí krátkou (1920)
- Sbírka příkladů cvičení prostných (1921)

## Připomínky
- Roku 1934 byla na jeho počest pojmenována Sokolská župa Dr. Jindry Vaníčka v Brně.[9]
- V roce 1935 byla ulice obepínající pražský Strahovský stadion pojmenována po Jindřichu Vaníčkovi. Vaníčkova ulice nesla tento název až do roku 1960, kdy byla přejmenována (při příležitosti II. celostátní spartakiády) na Spartakiádní. Roku 1992 Praha 6 vrátila ulici původní název. Modrá uliční dodatková (vysvětlující) cedule zde byla slavnostně odhalena 8. října 2019.[10][11]
- Na domě číslo popisné 168 v Plzeňské ulici 27 v Praze 5-Smíchově (Sokolský dům) se (vlevo od vchodu) nachází bronzová pamětní deska s reliéfní podobiznou Jindřicha Vaníčka a s následujícím textem: „Památce bratra Dra Jindry Vaníčka náčelníka Československé obce sokolské a Svazu slovanské sokolstvo *1.I.1862 †2.VI.1934“.[12]